# شریف‌آباد (کرمان)
شریف‌آباد، یک آبادی از توابع بخش مرکزی،  شهرستان کرمان در استان کرمان ایران است.

## جمعیت
این آبادی در دهستان درختنگان قرار دارد و براساس سرشماری مرکز آمار ایران در سال ۱۳۹۵، خالی از سکنه دائم بوده‌است.